# 1-я Туркестанская стрелковая дивизия
1-я Туркестанская стрелковая дивизия — воинское соединение РККА, созданное в годы Гражданской войны в России.
Сокращённое наименование — 1 сд

## История
Приказом войскам Туркестанского фронта № 49 от 26 октября 1919 года в городе Самара началось сформирование 1-й стрелковой дивизии из частей, находившихся в Туркестане, и войск 1 армии в городах Оренбург и Актюбинск. Одновременно в Туркестане, в связи в преобразованием Закаспийского фронта в Закаспийскую армейскую группу (приказ РВС Туркфронта № 11 от 22 ноября 1919), все войска, действовавшие на Красноводском направлении, были сведены в стрелковую дивизию, получившую наименование 1-й Туркестанской. Штаб Закаспийского фронта (г. Полторацк) становится временным управлением вновь созданной дивизии, которое должно было функционировать до прибытия формирующегося в Самаре штатного управления дивизии (приказ войскам Туркфронта № 81 от 1 декабря 1919 г.). Приказом войскам 1-й армии № 60 от 21 марта 1920 года временное управление 1-й Туркестанской стрелковой дивизии было расформировано, части и учреждения перешли в непосредственное подчинение 1-й армии. 1 мая 1920 года сформированное в г. Самаре Управление дивизии прибыло в Полторацк.
Приказом войскам Туркфронта № 1144/581 от 18 сентября 1921 г. на начальника и штаб 1-й Туркестанской стрелковой дивизии были возложены функции управления войсками Самаркандской области. Этим же приказом из состава дивизии выделялась в непосредственное подчинение Туркфронта 1-я Туркестанская стрелковая бригада, расположенная в Закаспии и выполнявшая одновременно функции штаба войск Туркменской области.
С июня 1922 года началась новая реорганизация войск фронта. Приказом войскам Туркфронта № 948/389 от 12 июля 1922 года Управление 1-й Туркестанской стрелковой дивизии было реорганизовано в Управление вновь формируемой 3-й Туркестанской стрелковой дивизии, а Управление 1-й отдельной Туркестанской стрелковой бригады — в Управление 1-й Туркестанской стрелковой дивизии.
Входила в состав Закаспийской армейской группы (ноябрь — декабрь 1919), 1-й армии (декабрь 1919 — июль 1920), Туркестанского фронта (с марта 1921), 13 стрелкового корпуса (с октября 1922), САВО (с июня 1926).
С 1921 части дивизии дислоцировались в Туркменистане вдоль советско-персидской границы от Красноводска до Кушки. В подчинении штаба дивизии находилась крепость Кушка. Управление дивизии дислоцировалось в г. Ашхабад.
В конце 1929 года дивизия была реорганизована в 1-ю Туркестанскую горнострелковую дивизию, приказом НКО № 072 от 21 мая 1936 г. переформирована в 83-ю горнострелковую дивизию, приказом НКО № 0150 от 16 июля 1940 г. — в 83-ю горнострелковую Туркестанскую дивизию.

## Боевая деятельность
Дивизия участвовала в боях против белогвардейцев на красноводском направлении (ноябрь 1919 — февраль 1920) (освобождение г. Красноводска, острова Челекен), ликвидация басмаческих отрядов Джунаид-хана в Хиве (апрель-май 1921), в Бухарской операции (29 августа — 2 сентября 1920) (штурм Старой Бухары), в ликвидации басмачества в Самаркандской области (1921—1922), Ферганской долине, в Закаспии (1923—1926), в Хивино-Ташаузском районе (1932).

## Состав дивизии и дислокация частей

### На 2 февраля 1921 года
- 1-я Туркестанская стрелковая бригада
- 2-я Туркестанская стрелковая бригада
- 3-я Туркестанская стрелковая бригада
- 16-й кавалерийский полк

### На 31 июля 1922 года[2]
- 1-й Туркестанский стрелковый полк
- 2-й Туркестанский стрелковый полк
- 3-й Туркестанский стрелковый полк

### 1929 год
- 1-й горно-стрелковый полк
- 2-й горно-стрелковый полк
- 3-й горно-стрелковый полк
- 1-й Туркестанский артиллерийский полк (Ашхабад)

### 1931 год
- Управление дивизии (Ашхабад)
- 1-й горно-стрелковый полк (Ашхабад)
- 2-й горно-стрелковый полк (крепость Кушка)
- 3-й горно-стрелковый полк (Мерв)
- 4-й горно-стрелковый полк (крепость Кушка)\
- 1-й Туркестанский артиллерийский полк (Ашхабад)

### На 1 июля 1935 года[3]
- Управление дивизии (Ашхабад)
- 1-й Туркестанский горно-стрелковый полк (Ашхабад), с 1936 — 247 Тгсп 83 Тгсд
- 2-й Туркестанский горно-стрелковый Краснознаменный полк (крепость Кушка), с 1936 — 248 Тгсп 83 Тгсд
- 3-й Туркестанский горно-стрелковый Краснознаменный полк (Ашхабад), с 1936 — 249 Тгсп 83 Тгсд
- 1-й Туркестанский горно-артиллерийский полк (Ашхабад), с 1936 — 83 Тап 83 Тгсд
- 1-й отдельный Туркестанский батальон связи,
- 1-я отдельная танковая Туркестанская рота,
- 1-й отдельный кавалерийский Туркестанский эскадрон,
- 1-я отдельная сапёрная Туркестанская рота,
- 1-е Туркестанское авиазвено связи,

## Командование дивизии

### Командиры (начальники)
- Дементьев, Анатолий Антонович (29.10.1919 — 05.07.1920);
- Тимошков, Сергей Прокофьевич (15.12.1919 — 21.03.1920), (ВРИД)[4];
- Заславский (05.07.1920 — 10.07.1920), (ВРИД);
- Веселаго Иван Васильевич (11.07.1920 — 15.07.1920), (ВРИД);
- Блажевич, Иосиф Францевич (04.01.1921 — 06.1922);
- Павлов, Сергей Дмитриевич (11.04.1924 — 15.03.1926);
- Казанский, Евгений Сергеевич (03.1926 — 12.1928);
- Яковлев, Всеволод Фёдорович (19.02.1935 — 21.05.1936);

### Военные комиссары
- Дементьев Анатолий Антонович (29.10.1919 — 28.03.1920);
- Паскуцкий, Николай Антонович (15.12.1919 — 12.01.1920) (ВРИД);
- Гроссман, Мирон Борисович (15.01.1920 — 21.03.1920) (ВРИД);
- Пошеманский, Михаил Борисович (28.03.1920 — 15.07.1920)[4];
- Казанский, Евгений Сергеевич;
- Зиновьев, Григорий Алексеевич, с июля 1926 военком, с мая 1927 помощник командира 1 Тсд по политической части и начальник политического отдела

### Начальники штаба
- Бюль Александр (10.11.1919 — 03.12.1919), (ВРИД);
- Дубянский Валентин Викторович (03.12.1919 — 14.12.1919), (ВРИД);
- Веселаго Иван Васильевич (11.07.1920 — 15.07.1920), полковник (ВРИД);
- Мустафин-Токтар Сафо (04.06.1920 — 15.07.1920)
- Войтов Павел Николаевич

### Начальники оперативной части
- Аксёнов, Сергей Иванович, (1927)

## Известные люди, связанные с дивизией
- Никитин, Михаил Николаевич —  командир 3-й стрелковой бригады (1919—1923)
- Дьяконов, Владимир Григорьевич —  командир батареи конно-горного дивизиона дивизии,  начальник артиллерии дивизии (1920—1924)
- Журавлёв, Даниил Арсентьевич — сотрудник политотдела 1Тсд (1920—1921)
- Корсунь, Матвей Михайлович — командир взвода, врид политрука и врид командира 5-й роты, командиром саперно-маскировочного взвода 1 Тсп (1927—1933), командир и политрук учебной роты, врид пом. командира полка по хоз. части 2 Тсп (1933—1937)
- Кулиев, Якуб Кулиевич — командир взвода Отдельного кавалерийского дивизиона 1Тсд (1920)
- Курбаткин, Павел Семёнович — командир роты 2 Тсп (1921), политрук полковой школы, помощник командира 1 Тгсп (1934), начальник штаба 247 Тгсп (1936)
- Панков, Александр Никифорович — командир отдельной горной батареи (1923)
- Петунин, Николай Иванович — инструктор политотдела 1Тсд (1921)
- Писарев, Иван Васильевич — командир взвода 3 Тсп (1922—1925)
- Сиязов, Михаил Александрович — сотрудник политотдела 1Тсд (1920)
- Федин, Василий Трофимович помкомвзвода-командир роты единоначальник 2-го Туркестанского стрелкового полка (1924 —1928).